# 波逸提
波逸提（はいつだい、巴: pācittiya, パーチッティヤ、梵: prāyaścittika, プラーヤシュチッティカ、堕、単堕、単提、波逸底迦）とは、仏教の出家者（比丘・比丘尼）に課される戒律（具足戒）の内、「捨堕」で提示された所有物品関連以外の、食事の時間など諸々の禁戒の総称。比丘（男性出家者）には92条、比丘尼（女性出家者）には166条が課される。
サンガ（4人以上）、あるいは2-3人の衆、あるいは長老の前で告白することで罪が成立し、受理されることで僧権が復活する点は「捨堕」と同じ。

## 比丘の九十二波逸提
- 妄語（1-10）
- 植物（11-20）
- 教誡（21-30）
- 受食（31-40）
- 裸行（41-50）
- 飲酒（51-60）
- 水生物（61-70）
- 依法（71-82）
- 宝物（83-92）